# Jack Grealish
Jack Peter Grealish (Birmingham, 1995. szeptember 10. –) angol válogatott labdarúgó, a Premier League-ben szereplő Everton játékosa kölcsönben a Manchester City csapatától. Posztját tekintve középpályás, szélsőként és támadó középpályásként is bevethető.
Hatéves korában csatlakozott az Aston Villához, ahol 2014 májusában debütált a Notts Countyban töltött kölcsönszerződése után. Felmenői által az angol és az ír válogatottat is lehetősége volt választania, az ír U21-es válogatottban is játszott, mielőtt 2016 áprilisában bejelentette, hogy Angliát fogja képviselni. Az angol U21-es válogatottban 2016 májusában debütált, megnyerve a Touloni Ifjúsági Tornát. 2021-ben több mint 100 millió fontért írt alá a Manchester Cityhez, ezzel ő lett a legdrágább angol játékos.

## Gyermekkora
West Midlands megyében, Birminghamben született, és a közelben, Solihullban nőtt fel. A Szűzanya Római Katolikus Iskolába és a Szent Péter Római Katolikus Középiskolába járt.
Ír származású, anyai nagyapja Dublin megyéből, apai nagyapja Gortból, Galway megyéből, míg apai nagyanyja Sneemből, Kerry megyéből származik. Ír felmenői hatására 10 és 14 éves kora között gael futballt játszott a Warwickshire GAA által képviselt John Mitchel’s Hurling and Camogie Club színeiben. Ekkor az Aston Villa korábbi, jelenleg a Manchester United női játékosa, Aoife Mannion is az ellenfele volt. 2009. augusztus 4-én pontot szerzett az All-Ireland Senior Football Championship negyeddöntőjében a Dublin–Kerry-mérkőzés első félidejében a Croke Parkban.
Öccse, Keelan 2000 áprilisában bölcsőhalálban hunyt el kilenc hónapos korában.
Dédapja, Billy Garraty szintén labdarúgó volt, egyszer pályára lépett az angol válogatottban, illetve 1905-ben FA-kupát nyert az Aston Villával.

## Pályafutása

### Aston Villa

#### Az akadémiai sikerek
Pályafutása a Highgate United ifjúsági akadémiáján kezdődött, az Aston Villa szurkolójaként pedig hatévesen csatlakozott a klubhoz. 2012. március 31-én 16 évesen a Chelsea elleni 2–4-es hazai vesztes meccsen nevezték a keretbe, de  ott nem kapott játéklehetőséget. Az U19-es csapattal részese volt a 2012–2013-as NextGen Széria győzelemnek.

#### 2013–2015

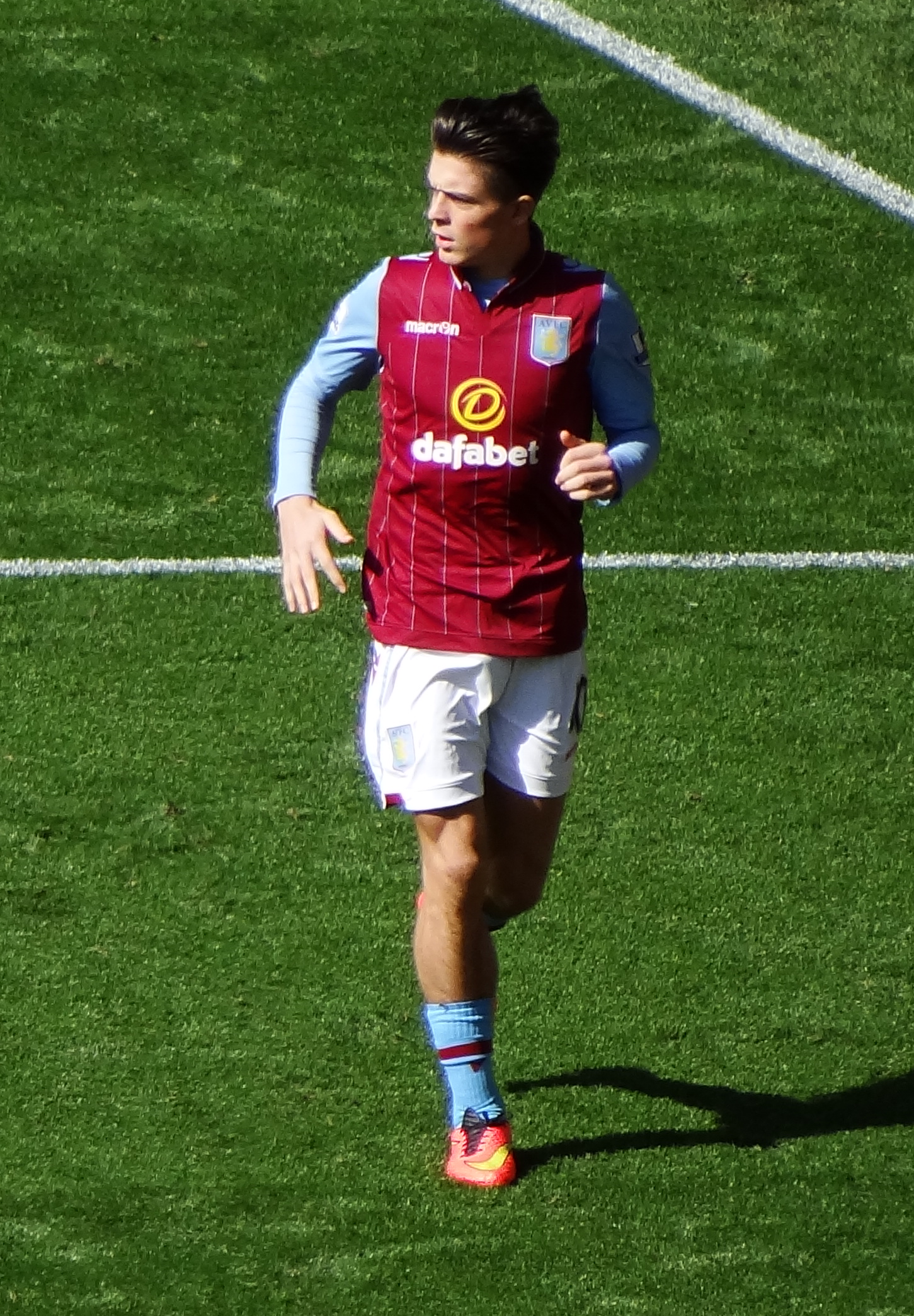
Grealish az Aston Villa játékosaként 2014-ben

2013. szeptember 13-án a harmadosztályú Notts County csapatához szerződött kölcsönbe 2014. január 13-ig. Csapattársa volt a szintén kölcsönjátékosként szereplő Callum McGregor középpályás, a skót válogatott későbbi tagja. Másnap már debütált a profik között, az 59. percben David Bell cseréjeként lépett pályára, a Milton Keynes Dons ellen ugyanakkor 3–1-es vereséget szenvedtek. December 7-én megszerezte első gólját a Meadow Lane-en három védőt lefutva a Gillingham elleni 3–1-es siker során, majd egy héttel később a Colchester United elleni 4–0-s győzelem alkalmával is betalált. 2014. január 17-én a szezon végéig meghosszabbította kölcsönszerződését a Notts Countyval. Szerződése lejártával 38 mérkőzésen öt gól és hét gólpassz fűződött a nevéhez. Ezt követően visszatért az Aston Villához, és május 7-én játszotta első mérkőzését a Manchester City elleni 4–0-s vereség alkalmával idegenben, a 88. percben Ryan Bertrand helyére állt be.
Mivel 2015 nyarán szabadon igazolhatóvá vált volna, 2014 szeptemberében klubja egy új, négyéves szerződést ajánlott számára, melyet október 14-én írt alá. Első mérkőzését a szezonban 2015. január 4-én, az FA-kupa harmadik fordulójában a Blackpool ellen játszotta a Villa Parkban, csapata 1–0-ra győzött. 75 percig volt a pályán, Andreas Weimann váltotta. Március 7-én, a hatodik fordulóban a West Bromwich Albion ellen 2–0-s győzelmet arattak, a 74. percben állt be Charles N’Zogbia helyére, második sárga lapját műesésért kapta, így idő előtt elhagyta a játékteret. Április 7-én első Premier League találkozóját a Queens Park Rangers elleni 3–3-as döntetlen alkalmával játszotta, mely során teljesítményével teljesen elégedettek voltak. Az FA-kupa elődöntőjében a Wembley Stadionban a Liverpool ellen mindkét gól születésében jelentős szerepe volt, Fabian Delphnek egy gólpasszt adott, majd ő is eredményes volt. Május 30-án végigjátszotta a kupadöntőt a Wembleyben, ahol az Arsenaltól 4–0-s vereséget szenvedtek.
2015 áprilisában trénere, Tim Sherwood figyelmeztette, miután a The Sun olyan képeket tett közé, melyeken állítólag saját célra dinitrogén-oxidot lélegzett be. Sherwood erről így vélekedett: „Nem engedhetjük meg magunknak ezt a viselkedést. Profi labdarúgóként felelős pozíció illeti, és meg kell győződnie arról, hogy ez nem ismétlődhet meg.” 2015. szeptember 13-án első találatát jegyezte egy 20 méteres lövéséből adódóan a Leicester City vendégeként, klubja ugyanakkor 3–2-re kikapott. Novemberben az Everton elleni 4–0-s vereség után úgy döntött, North West Englandban marad, és nem megy vissza klubjával a központba. Az új menedzser, Rémi Garde megbüntette döntéséért, mivel az U21-es csapattal edzett, majd kijelentette, hogy profiként kell viselkednie, ám az ő esetében ez nem így történt. December 8-án végül visszatért a csapathoz.

#### 2016–2019
2016. január 7-én a Leeds United vezetőedzője, Steve Evans azt mondta, hogy a Villa elutasította a Grealish felé tett kölcsönszerződési ajánlatukat. A gárda az utolsó helyen zárta a szezont, véget vetve ezzel Premier League-szereplésének. Grealish 16 mérkőzést játszott, mely során mindegyik találkozón kikaptak, ezzel megdöntötte Sean Thornton korábbi Sunderland játékos rekordját, aki a 2002–2003-as idényben 11 pályára lépésén mindannyiszor vereséget szenvedett csapatával. Szeptemberben a Villa belső fegyelmi vizsgálatot indított, mivel értesülésük szerint Grealish részt vett egy birminghami szálloda partiján, melynek a rendőrség vetett véget. Válaszul Tony Xia csapattulajdonos Twitter-profilján azt írta, hogy Grealishnek a pályán és azon kívül is összpontosítania kell, és a megfelelő emberekkel kell körbevennie magát. Októberben három mérkőzésre eltiltották, miután Conor Coadyval szemben erőszakos magatartást tanúsított a Wolverhampton Wanderers elleni 1–1-es döntetlen alkalmával.
2019. március 10-én a Birmingham City elleni találkozón második félidei gólja győzelmet jelentett csapatának, az összecsapás így 1–0-s győzelemmel zárult. Grealisht megtámadták a pályán, a 27 éves rubery-i férfit letartóztatták pályára való behatolás és támadás miatt, aki március 11-én jelent meg a bíróságon, ahol bűnösnek vallotta magát, így 14 hetes börtönbüntetésre ítélték. Márciustól kezdve Grealish megkapta a csapatkapitányi karszalagot, ebben az időszakban sorozatban 10 győzelem fűződött az egyesület nevéhez. A kiváló forma biztosította számukra a rájátszást, a West Bromwich Albion és a Derby County elleni sikerrel pedig három év után újra feljutottak az első osztályba.
A 2019–2020-as idényben első találatát a Ligakupa második fordulójában, 2019. augusztus 27-én a Crewe Alexandra elleni összecsapáson jegyezte. A bajnokságban először október 5-én, a Norwich City elleni 5–1-es siker során talált be, csapata harmadik gólját ő szerezte. Ez a győzelem az első osztályban való bentmaradásukat jelentette.

#### 2020–2021
2020 márciusában a Covid19-pandémia miatt a szezon közepén felfüggesztették a bajnokságot. A karanténban kiderült, hogy Grealish megszegte a kormányzati utasítást, mivel elhagyta otthonát. Elismerte, hogy tettei helytelenek és teljesen szükségtelenek voltak, ezért a klubjától pénzbírságot kapott.
A 2019–2020-as idényben 167 alkalommal szabálytalankodtak ellene; ez eddig a legtöbb szabálytalanság a Premier League történetében, melyet egyetlen játékos ellen követtek el, Grealish a korábbi rekordot nyolc mérkőzéssel a szezon vége előtt döntötte meg. Az utolsó fordulóban a West Ham United elleni 1–1-es döntetlen alkalmával volt eredményes, riválisuk, a Watford 3–2-es vereséget szenvedett az Arsenaltól, így elkerülték a kiesést. A szezonzáró után csapattársai és a szurkolók is megválasztották az év játékosának klubjában. Az évadot végül házi gólkirályként fejezte be nyolc találattal, minden sorozatot tekintve pedig 10-szer volt eredményes.
2020. szeptember 15-én további öt évre kötelezte el magát egyesülete mellett. Az új idényben első gólját szeptember 28-án a második fordulóban, az újonc Fulham elleni 3–0-s győzelem során szerezte. Október 4-én három gólpasszal, illetve két góllal vette ki a részét a Liverpool 7–2-es hazai kiütésében. Ez volt a Liverpool legsúlyosabb veresége 57 év alatt, és ez volt az első alkalom az angol első osztály fennállása óta, hogy a regnáló bajnok egy meccsen hét gólt kapott. Majdnem egy hónapba telt, mire újra eredményes tudott lenni, a Southampton ellen a 97. percben talált a kapuba, a Villa ugyanakkor 4–3-ra kikapott.

### Manchester City

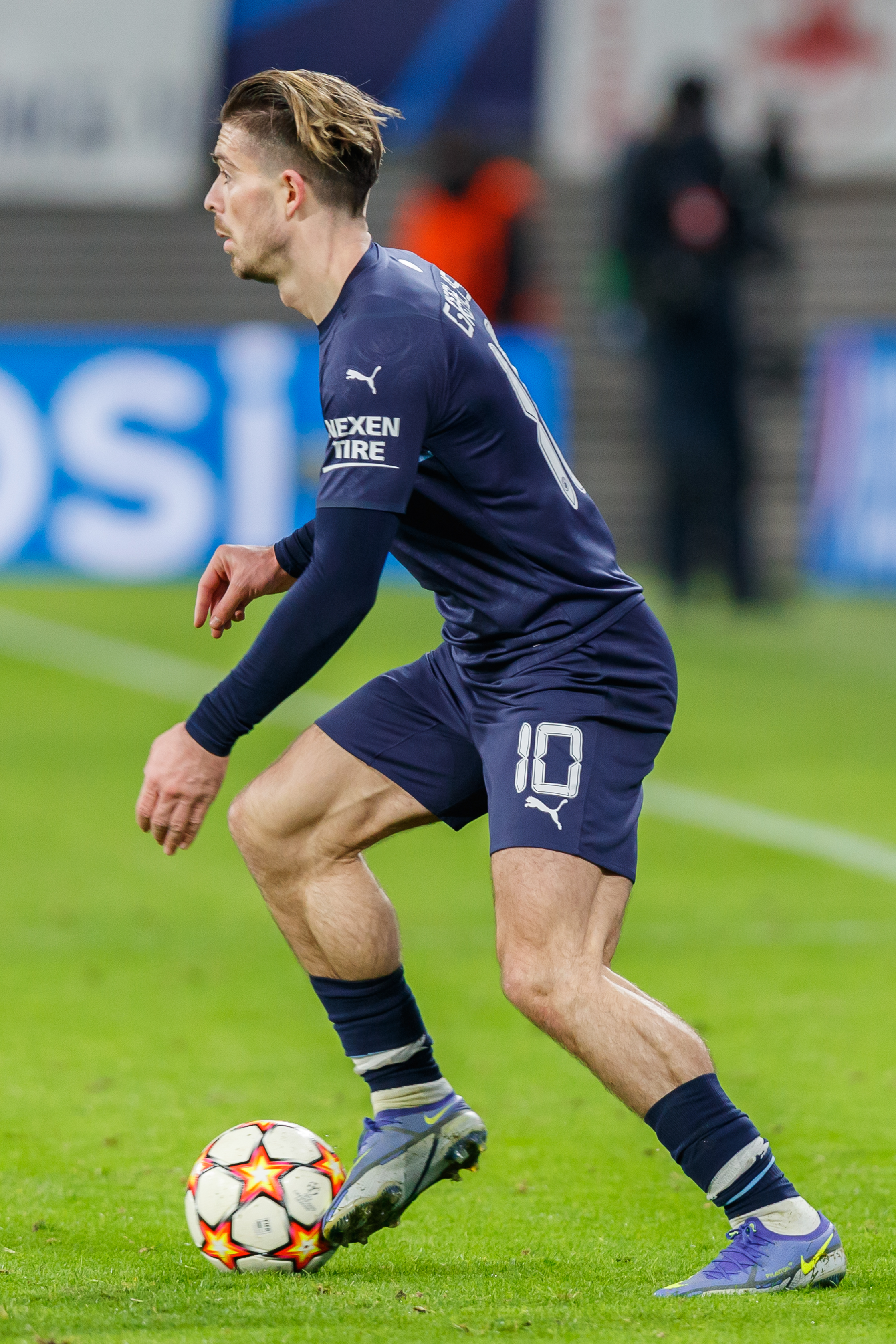
Grealish a Manchester City játékosaként 2021-ben

2021. augusztus 5-én a Manchester City bejelentette, hogy Grealish hat évre kötelezte el magát a csapat mellett, szerződése 2027-ig szól. A 100 millió fontos átigazolási díj egy angol játékosért kifizetett legmagasabb, illetve egy brit klub által kifizetett legnagyobb összeg. A 10-es mezszámot kapta meg, melyet a korábbi klublegenda, Sergio Agüero viselt, aki az előző hónapban tíz szezon után távozott az egyesülettől. A 2021–2022-es szezonban átigazolását követően tíz nappal később debütált a Tottenham Hotspur elleni 1–0-s vereség alkalmával. Augusztus 21-én első gólját jegyezte a klubban a Norwich City elleni 5–0-s győzelem során. Szeptember 15-én bemutatkozva a Bajnokok Ligája csoportkörében, szintén eredményes volt az RB Leipzig ellen, ekkor csapata 4–2-re vezetett, majd 6–3-ra győzött. A City első gólja során gólpasszt is adott Nathan Akénak.

### Everton
2025. augusztus 12-én kölcsönbe került a 2025–26-os szezonra az Everton csapatához.

### A válogatottban

#### Írország
Amíg az ír korosztályos válogatottakban játszott, Anglia köztudottan hívta őt, 2011-ben 15 évesen is benevezték az U17-es csapatba, azonban ezt a meghívást elutasította. Miután 2012 októberében az ír U21-es válogatott három selejtezőjére figyelmen kívül hagyta kerettagságát, az Angol labdarúgó-szövetség újra megkörnyékezte a váltással kapcsolatban. Az ír U21-esek vezetőedzője, Noel King 2013 májusában azt mondta, hogy a 17 éves fiatalember fontolóra vette, hogy az angol válogatottat képviselje.
Az ír U21-eseknél 2013 augusztusában mutatkozott be Feröer-szigetek ellen, ahol a mérkőzés utolsó perceiben kapott lehetőséget.
2014 augusztusában ismét nevezték a keretbe. Kezdetben arról számoltak be, hogy elutasította a meghívást, mivel válogatottságát tekintve nem volt határozott a jövőjével kapcsolatban. A későbbiekben kiderült, hogy miután tárgyalásokat folytatott Martin O’Neill-lel, valóban elutasította az ír válogatott megkeresését. 2014 októberében még kivonult a pályára az U21-esek Norvégia elleni mérkőzésére, mely során klubja és az angol U21-es válogatott trénere, Gareth Southgate megerősítette, hogy az Angol labdarúgó-szövetség figyelemmel kísérte a játékos helyzetét. Október 17-én jelentések láttak napvilágot, miszerint azt mondta, hogy az ír válogatottat választja és a következő hónapban debütál a profik között, de ezt a játékos tagadta. 2015 márciusában az Ír labdarúgó-szövetség kijelentette, hogy Grealisht továbbra is az U21-esek kerettagjának tekinti, aki az elmúlt évben azért tartott szünetet a válogatottban, hogy elsősorban a klubjára tudjon összpontosítani, később pedig a profikhoz tér majd vissza.
2015 májusában O’Neill megerősítette, hogy ismét elutasította az írek megkeresését az Anglia elleni barátságos mérkőzésre, illetve a Skócia elleni Európa-bajnokság selejtezőjére. Roy Hodgson, az angolok szövetségi kapitánya elárulta, hogy ugyan kapcsolatba került vele, de úgy döntött, nem nevezi csapatába, mert Írország miatt mindez feszültséghez vezetett volna. 2015 augusztusában ugyanakkor találkoztak, hogy egyeztessenek a játékos jövőjéről.

#### Anglia
2015. szeptember 28-án megerősítette, hogy úgy döntött, Angliát szeretné képviselni nemzetközi szinten. 2016. május 19-én debütált az U21-es csapatban Ruben Loftus-Cheek cseréjeként a 72. percben, ekkor a Touloni Ifjúsági Tornán Portugália ellen 1–0-s győzelmet arattak. Négy nappal később már a kezdőcsapatban kapott helyet, a Guinea elleni 7–1-es kiütés során az első félidőben két gólt jegyzett. Anglia 1994 után először nyerte meg a tornát. Helyet kapott a 2017-es U21-es Európa-bajnokság keretében. 2016 és 2017 között hét alkalommal lépett pályára a 21 éven aluliaknál, melyeken két gól fűződött a nevéhez.
2020. augusztus 31-én először volt a profi csapat kerettagja az Izland és Dánia elleni Nemzetek Ligája-mérkőzéseken. Szeptember 8-án a dánok elleni találkozón lépett pályára először a 76. percben, mely 0–0-s döntetlennel zárult.
2021. június 1-jén őt is nevezték a 26 fős keretbe a 2020-as Európa-bajnokságra. Június 29-én Németország ellen a 68. percben cserélték be, jelentősen hozzájárult mindkét gólhoz, először Luke Shaw-t játszotta meg a labdával, aki Raheem Sterlinget szolgálta ki egy gólpasszal, másodszor pedig Harry Kane-nek adott egy gólpasszt. 2021. október 9-én csereként beállva megszerezte első gólját Andorra ellen a 73. percben a 2022-es világbajnokság selejtezője során.

## Magánélet
2020 márciusában kiderült, hogy megszegte a kormányzati utasítást, mivel nem maradt otthon a Covid19-pandémia miatti előírásoknak megfelelően, klubja ezért megbírságolta.
Az Egyesült Királyságban kilenc hónapra eltiltották a vezetéstől, minek következtében 82 499 fontos büntetést kapott, miután 2020 márciusában és októberében két rendbeli gondatlan vezetés miatt bűnösnek vallotta magát; az egyikről felvétel készült, miszerint több parkoló autónak hajtott egy kanyarban.

## Játékstílusa
Szélsőként és támadó középpályásként is bevethető, leginkább gyorsaságáról ismert és arról, hogy hamar képes berobbanni a védők mögé. Bryan Jones, az Aston Villa korábbi ifjúsági akadémia igazgatója játékstílusát a Nottingham Forest klubikonjához, John Robertsonhoz hasonlította, arra hivatkozva, hogy képes szellemként elmenni a hátvédek mellett.
Fürge mozgása miatt ellenfeleinek több fizikai erőnlétre van szüksége, hogy megállítsák. Shaun Derry, a Notts County menedzsere ezt külön kiemelte, miután 2014 januárjában a Sheffield United és a Stevenage ellen játszottak, mely során az ellenfél kénytelen volt több védőt bevetni miatta. 2014-ben az Aston Villa Hull City elleni mérkőzésén három Hull-játékos 15 percen belül sárga lapot kapott, mert szabálytalanságot követtek el vele szemben.
Grealish kisebb méretű sípcsontvédőt visel egy adott meccsen, hogy ez által hatékonyabban tudja irányítani a labdát. Babonájából adódóan a zokniját lejjebb hajtja, ami miatt a játékvezetők már figyelmeztették, hogy húzza feljebb azt.
2015 májusában Tim Sherwood, az Aston Villa vezetőedzője elmondta, hogy Grealish sokat tanult középpályás társától, a rutinos Joe Cole-tól. Sherwood szerint Grealish magánéleti példaképének őt tekintette, mivel nem volt tudomása arról, hogy a címlapokon szerepel.
2021. február 12-én a Talksportnak adott interjújában csapattársa, Damián Martínez a legtehetségesebb játékosnak titulálta, és meglepődött azon, hogy kevesebb játéklehetőséget kap a válogatottban. Továbbá megjegyezte: „Soha nem adja el a labdát. Amikor látom, hogy fut, egy lövése vagy szöglete mindig célba ér. Két vagy három játékost is lefut.” Martinez argentin válogatott csapattársához, Lionel Messihez hasonlította őt.

### Kritikák
Annak ellenére, hogy kiváló labdamozgással rendelkezik, számos kritika illette azért, mert könnyedén a földre esik, műesést produkálva, hogy ezért büntetőt vagy szabadrúgást kapjon. Steve Nicol, a Liverpool korábbi védője így fogalmazott ezzel kapcsolatban: „Grealish egy meccs folyamán 50-szer is a földre esik. Valójában ma az órát néztem. Egy perc telt el és már ott láttam, a következő három perc múlva történt! A legtöbb ilyen helyzet kínos. A földre vetette magát, a göröngyökre. Zseniális játékos, de amikor nézem őt, ezzel elrontja magáról az összképet.” A Crystal Palace elleni műesése következtében a Villa szabadrúgást kapott, melyből gólt szerzett. A West Brom egykori hátvédje, Matthew Upson így kritizálta őt: „Elegen voltunk, hogy jól lássuk. Megvárta, míg érintkezünk vele, és szó szerint a földre dobta magát. Pimaszul kuncogott, és elégedett volt, hogy szabadrúgást kapott.”
Később kiállt magáért, mondván, az a tény, hogy a liga legtöbb szabálytalanságát elszenvedő játékosa, azt sugallja, hogy a védők gyakrabban hibáznak ellene, hogy meg tudják állítani, így több büntetőt és szabadrúgást ítélnek számukra.

## Pályafutása statisztikái

### Klubcsapatokban
Legutóbb 2022. május 15-én volt frissítve.
| Klub                      | Szezon               | Liga                 | Liga       | Liga  | FA-kupa    | FA-kupa | Ligakupa   | Ligakupa | Nemzetközi kupa | Nemzetközi kupa | Egyéb      | Egyéb | Összesen   | Összesen |
| Klub                      | Szezon               | Bajnokság            | Mérkőzések | Gólok | Mérkőzések | Gólok   | Mérkőzések | Gólok    | Mérkőzések      | Gólok           | Mérkőzések | Gólok | Mérkőzések | Gólok    |
| ------------------------- | -------------------- | -------------------- | ---------- | ----- | ---------- | ------- | ---------- | -------- | --------------- | --------------- | ---------- | ----- | ---------- | -------- |
| Aston Villa               | 2011–2012            | Premier League       | 0          | 0     | 0          | 0       | 0          | 0        | —               | —               | —          | —     | 0          | 0        |
| Aston Villa               | 2012–2013            | Premier League       | 0          | 0     | 0          | 0       | 0          | 0        | —               | —               | —          | —     | 0          | 0        |
| Aston Villa               | 2013–2014            | Premier League       | 1          | 0     | —          | —       | 0          | 0        | —               | —               | —          | —     | 1          | 3        |
| Aston Villa               | 2014–2015            | Premier League       | 17         | 0     | 6          | 0       | 1          | 0        | —               | —               | —          | —     | 24         | 0        |
| Aston Villa               | 2015–2016            | Premier League       | 16         | 1     | 2          | 0       | 3          | 0        | —               | —               | —          | —     | 21         | 1        |
| Aston Villa               | 2016–2017            | Championship         | 31         | 5     | 1          | 0       | 1          | 0        | —               | —               | —          | —     | 33         | 5        |
| Aston Villa               | 2017–2018            | Championship         | 27         | 3     | 1          | 0       | 0          | 0        | —               | —               | 3          | 0     | 31         | 3        |
| Aston Villa               | 2018–2019            | Championship         | 31         | 6     | 0          | 0       | 1          | 0        | —               | —               | 3          | 0     | 35         | 6        |
| Aston Villa               | 2019–2020            | Premier League       | 36         | 8     | 0          | 0       | 5          | 2        | —               | —               | —          | —     | 41         | 10       |
| Aston Villa               | 2020–2021            | Premier League       | 26         | 6     | 0          | 0       | 1          | 1        | —               | —               | —          | —     | 27         | 7        |
| Aston Villa               | Összesen             | Összesen             | 185        | 29    | 10         | 0       | 12         | 3        | 0               | 0               | 6          | 0     | 213        | 32       |
| Notts County (kölcsönben) | 2013–2014            | League One           | 37         | 5     | 1          | 0       | —          | —        | —               | —               | 1          | 0     | 39         | 5        |
| Manchester City           | 2021–2022            | Premier League       | 26         | 3     | 4          | 2       | 1          | 0        | 6               | 1               | 1          | 0     | 3          | 1        |
| Pályafutása összesen      | Pályafutása összesen | Pályafutása összesen | 248        | 37    | 15         | 2       | 13         | 3        | 6               | 1               | 8          | 0     | 290        | 43       |

1. 1 2  Pályára lépései a Championship-rájátszásában
2. ↑  Pályára lépései a Football League Trophyn
3. ↑  Pályára lépései az UEFA-bajnokok ligájában.
4. ↑  Pályára lépései a Community Shielden

### A válogatottban
Legutóbb 2022. június 11-én volt frissítve.
| Nemzeti csapat | Évek     | Pályára lépések | Gólok |
| -------------- | -------- | --------------- | ----- |
| Anglia         | 2020     | 5               | 0     |
| Anglia         | 2021     | 13              | 0     |
| Anglia         | 2022     | 5               | 0     |
| Összesen       | Összesen | 23              | 1     |

### Góljai a válogatottban
Legutóbb 2022. június 7-én volt frissítve.
| # | Dátum            | Helyszín                                   | Mérkőzés | Ellenfél | Gól | Eredmény | Verseny                          | Forrás  |
| - | ---------------- | ------------------------------------------ | -------- | -------- | --- | -------- | -------------------------------- | ------- |
| 1 | 2021. október 9. | Estadi Nacional, Andorra la Vella, Andorra | 16       | Andorra  | 5–0 | 5–0      | 2022-es világbajnokság selejtező | [ 116 ] |

## Sikerei, díjai

### Aston Villa ifjúsági
- NextGen Széria: 2012–2013[18]

### Aston Villa
- Angol másodosztály – rájátszás: 2019[117]
- FA-kupa – döntős: 2014–2015[32]
- Ligakupa – döntős: 2019–2020[118]

### Manchester City
- Premier League: 2021–2022,[3] 2022–2023, 2023–2024
- FA-kupa: 2022–2023
- UEFA-bajnokok ligája: 2022–2023
- UEFA-szuperkupa: 2023
- FIFA-klubvilágbajnokság: 2023

### Anglia U21
- Touloni Ifjúsági Torna: 2016[119]

### Anglia
- Európa-bajnokság – döntős: 2020[120]

### Egyéni
- Írország U17 – Az év nemzeti játékosa: 2012[121]
- Írország U21 – Az év nemzeti játékosa: 2015[74]
- Aston Villa – A szezon fiatal játékosa: 2014–2015
- Angol másodosztály – Az év csapata: 2018–2019[122]
- Aston Villa – A szezon játékosa: 2019–2020[123]

## Fordítás
Ez a szócikk részben vagy egészben  a   Jack Grealish című angol Wikipédia-szócikk ezen változatának fordításán alapul.  Az eredeti cikk szerkesztőit annak laptörténete sorolja fel. Ez a jelzés csupán a megfogalmazás eredetét és a szerzői jogokat jelzi, nem szolgál a cikkben szereplő információk forrásmegjelöléseként.